# مورامانگا (شهر)
مورامانگا (به لاتین: Moramanga) یک منطقهٔ مسکونی در ماداگاسکار است که در مورامانگا واقع شده‌است. مورامانگا ۵۷٬۰۸۴ نفر جمعیت دارد و ۹۸۰ متر بالاتر از سطح دریا واقع شده‌است.